# 마사카구

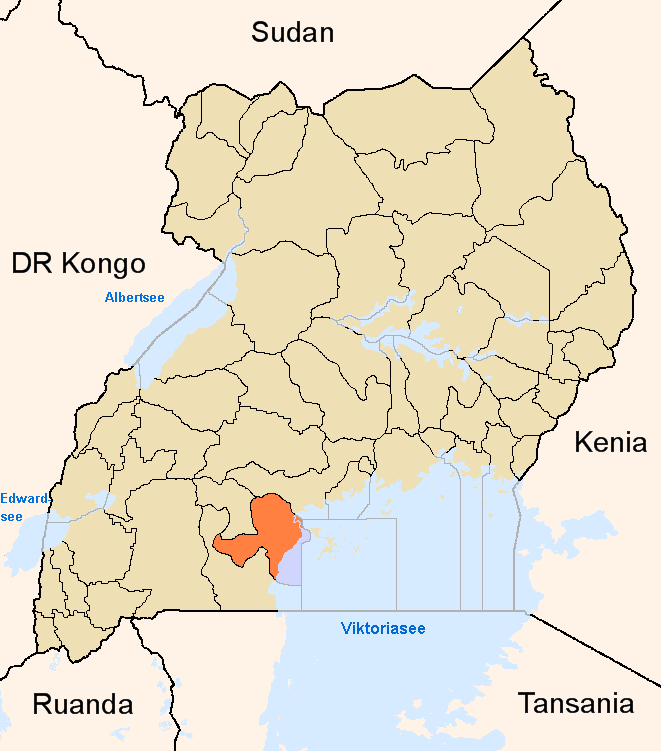
마사카 구의 위치

마사카구(Masaka)는 우간다 남서부에 위치한 구로, 행정 중심지는 마사카이며 인구는 767,759명(2002년 인구 조사 기준)이다.
행정 구역상으로는 중부 주에 속하며 4개 군(부코만심비 군, 부코토 군, 칼룽구 군, 마사카 군)을 관할한다. 북쪽으로는 음피기 구, 동쪽으로는 빅토리아호를 경계로 칼랑갈라 구와 접해 있고 남쪽으로는 라카이 구, 서쪽으로는 리안톤데 구와 접한다.

## 같이 보기
- 우간다의 행정 구역
- 부간다